# Brachionidium brevicaudatum
Brachionidium brevicaudatum är en orkidéart som beskrevs av Robert Allen Rolfe. Brachionidium brevicaudatum ingår i släktet Brachionidium och familjen orkidéer. Inga underarter finns listade i Catalogue of Life.